# Weir, Mississippi
Weir là một thành phố thuộc quận Choctaw, tiểu bang Mississippi, Hoa Kỳ. Năm 2010, dân số của thành phố này là 459 người.

## Dân số
- Dân số năm 2000: 553 người.
- Dân số năm 2010: 459 người.